# QW Большой Медведицы
QW Большой Медведицы (лат. QW Ursae Majoris) — одиночная переменная звезда в созвездии Большой Медведицы на расстоянии приблизительно 3959 световых лет (около 1214 парсеков) от Солнца. Видимая звёздная величина звезды — от +11,38m до +11,04m.

## Характеристики
QW Большой Медведицы — пульсирующая переменная звезда типа RR Лиры (RRC).